# Premont
Premont è un centro abitato degli Stati Uniti d'America situato nella contea di Jim Wells dello Stato del Texas.
La popolazione era di 2.653 persone al censimento del 2010.

## Geografia fisica
Premont è situata a 27°21′29″N 98°07′33″W (27.358064, -98.125766), lungo la U.S. Highway 281, nel centro-sud della contea di Jim Wells, circa 26 miglia (42 chilometri) a sud di Alice.
Secondo lo United States Census Bureau, ha un'area totale di 1,7 miglia quadrate (4,4 km²).

## Società

### Evoluzione demografica
Secondo il censimento del 2000, c'erano 2.772 persone, 926 nuclei familiari e 695 famiglie residenti nella città. La densità di popolazione era di 1.622,6 persone per miglio quadrato (625,9/km²). C'erano 1.072 unità abitative a una densità media di 627,5 per miglio quadrato (242,0/km²). La composizione etnica della città era formata dal 76,33% di bianchi, lo 0,54% di afroamericani, lo 0,54% di nativi americani, lo 0,04% di asiatici, lo 0,04% di isolani del Pacifico, il 20,89% di altre razze, e l'1,62% di due o più etnie. Ispanici o latinos di qualunque razza erano l'84,05% della popolazione.
C'erano 926 nuclei familiari di cui il 37,6% aveva figli di età inferiore ai 18 anni, il 56,8% aveva coppie sposate conviventi, il 13,9% aveva un capofamiglia femmina senza marito, e il 24,9% erano non-famiglie. Il 22,5% di tutti i nuclei familiari erano individuali e l'11,9% aveva componenti con un'età di 65 anni o più che vivevano da soli. Il numero di componenti medio di un nucleo familiare era di 2,95 e quello di una famiglia era di 3,49.
La popolazione era composta dal 31,6% di persone sotto i 18 anni, il 7,8% di persone dai 18 ai 24 anni, il 24,7% di persone dai 25 ai 44 anni, il 20,0% di persone dai 45 ai 64 anni, e il 15,9% di persone di 65 anni o più. L'età media era di 35 anni. Per ogni 100 femmine c'erano 97,9 maschi. Per ogni 100 femmine dai 18 anni in giù, c'erano 90,5 maschi.
Il reddito medio di un nucleo familiare era di 22.022 dollari e quello di una famiglia era di 27.917 dollari. I maschi avevano un reddito medio di 22.569 dollari contro i 19.375 dollari delle femmine. Il reddito pro capite era di 9.198 dollari. Circa il 27,2% delle famiglie e il 33,8% della popolazione erano sotto la soglia di povertà, incluso il 42,0% di persone sotto i 18 anni e il 28,0% di persone di 65 anni o più.